# K.C. Velayudhan
K.C. Velayudhan (1956-) es un botánico, profesor indio, que desarrolla actividades académicas en la "Estación Regional" de la "Oficina Nacional de Genética Vegetal", de Vellanikkara, Thrissur. Ha trabajado extensamente en la familia Zingiberaceae de la India.

## Algunas publicaciones
- Velayudhan, K.C.; Amalraj, V.A.; Muralidharan, V.K. 1996. The conspectus of the genus Curcuma in India. En: J. of Economic and Taxonomic Botany 20 (2): 375-382 , ISSN 0250-9768, CODEN JETBDQ

- Velayudhan, K.C.; Amalraj, V.A.; Muralidharan, V.K. 1991. Curcuma thalakaveriensis sp. nov. (Zingiberaceae) - a new species from Karnataka State, India. En: J. of Economic and Taxonomic Botany 15 (2): 479-481 , ISSN 0250-9768, CODEN JETBDQ

- Velayudhan, K.C.; Amalraj, V.A.; Muralidharan, V.K. 1990. Curcuma malabarica (Zingiberaceae) - a new species from West coast of South India. En: J. of Economic and Taxonomic Botany 14 (1): 189-191 , ISSN 0250-9768, CODEN JETBDQ

- Velayudhan, K.C.; Pillai, V.S.; Amalraj, V.A. 1990. Curcuma kudagensis (Zingiberaceae) - a new species from Karnataka, India. En: J. of Economic and Taxonomic Botany 14 (2): 476-479 , ISSN 0250-9768, CODEN JETBDQ

### Libros
- 1999. Curcuma genetic resources. National Bureau of Plant Genetic Resources, ICAR, Regional Station, Thrissur, Kerala, N.º 4 de Scientific monograph, 149 pp.

- La abreviatura «Velay.» se emplea para indicar a K.C. Velayudhan como autoridad en la descripción y clasificación científica de los vegetales.[1]